# Escut de Virgínia Occidental
El segell de l'Estat de Virgínia Occidental fou adoptat el 1863. El centre del segell conté una roca en la qual hi ha inscrita la data del 20 de juny del 1863, data en la qual Virgínia Occidental es va convertir en un estat. Davant la roca, es poden veure dos fusells encreuats coberts per un barret frigi que simbolitza la importància de l'estat en la lluita per a la llibertat. Els dos homes de cada costat de la roca, representen l'agricultura i la indústria: el del costat esquerre és un granger amb una destral i una arada abans de la collita i el de la dreta és un miner amb una pic i darrere d'ell un martell i una enclusa. El rivet exterior conté el text "State Of West Virginia" i la divisa de l'estat "Montani Semper Liberi" ("els muntanyencs són sempre lliures").